# Polyscytalum fagicola
Polyscytalum fagicola är en svampart som beskrevs av P.M. Kirk 1981. Polyscytalum fagicola ingår i släktet Polyscytalum, divisionen sporsäcksvampar och riket svampar.   Inga underarter finns listade i Catalogue of Life.